# 27 (عدد)
27 (سبع وعشرون) هو عدد صحيح  يلي العدد 26 ويسبق العدد 28 وهو عدد طبيعي موجب.